# Parafras
En parafras kan vara en omskrivning av en text i syfte att förenkla eller förtydliga, eller då originalet inte finns att tillgå, en återgivning av originalförfattarens andemening med andra ord. Ordet kan också användas om en vidareutveckling av ett konstverk, musikstycke eller filmklipp och kan då liknas vid det modernare ordet remix.
En vanlig användning av parafraser är omskrivningar av Bibeltexter, där två välkända parafraser är Barnens Bibel av Anne de Vries och Levande Bibeln av Kenneth Taylor. Den datoranimerade filmen Shrek parafraserar friskt på flera sätt bland annat på andra sagor, filmer och hela filmgenrer. 

## Musikexempel
- Den välkända brittiska sången Auld Lang Syne, som ofta sjungs vid nyår, går i 4/4-takt. Den likaledes välkända Godnattvalsen som lanserades i filmen Dimmornas bro och går i 3/4-takt är en parafras på Auld Lang Syne.
- Schwedenmädel, som var signaturmelodi i svenska utlandsradioprogrammet är en parafras på musikstycket Midsommarvaka av Hugo Alfvén. Schwedenmädel blev en schlager och finns inspelad i många variationer. [1]

## Litterärt exempel
I Grönköpings Veckoblad har förekommit många parafraser på välkända dikter, skrivna på det påhittade språket transpiranto. (Ordet i sig en parafras av esperanto.) Ett exempel är dikten Va paj, va paj, va farsipaj baserad på Finlands nationalsång Vårt land, vårt land, vårt fosterland.